# Michele di Klops
Michele Klops (in russo Михаил Клопский, Michail Klopskij) (... – 1453) è stato un monaco cristiano russo venerato dalla Chiesa ortodossa russa come  "Stolto in Cristo".

## Biografia
Di nobile lignaggio era imparentato con il Principe Dimitri Donskoj (1363 - 1389).
Convinto di seguire la propria vocazione, abbandonò adulto Mosca vestito solo di cenci, giungendo quindi al monastero di Klops, vicino Novgorod. Qui visse per 43 anni, umiliando il proprio corpo con duri lavori, digiuni, veglie forzate e ogni sorta di privazione, ricevendo, come riferiscono le sue agiografie, il dono della chiaroveggenza da Dio.
Denunciò i vizi e le debolezze della gente che incontrava, non avendo alcun timore del potere di colui contro il quale si trovava a confrontare. Annunciò la nascita del Principe Ivan III il 22 gennaio 1440 e la prigionia di Vassili II a Novgorod.
Dopo aver indicato il posto all'interno del monastero dove intendeva essere sepolto morì l'11 gennaio 1453, giorno in cui viene commemorato dalle Chiese ortodosse orientali.